# Shepherdia argentea
Espèce
Classification phylogénétique
Shepherdia argentea, la shépherdie argentée, est une espèce de plantes à fleurs de la famille Elaeagnaceae. C'est un buisson originaire d'Amérique du Nord qu'on retrouve de la Saskatchewan au Texas.